# باول سيلان
باول تسيلان Paul Celan (ولد في 23 نوفمبر 1920 في تشيرنوفيتس – ومات في 20 أبريل 1970 في باريس) هو شاعر ألماني.

## حياته
كانت تشيرنوفيتس حين ولادته في رومانيا وهي تقع حاليا في أوكرانيا. أما اسمه الحقيقي فهو باول أنتشيل Paul Antschel وهويكتب في اللغة الرومانية Ancel، فاشتق منه الاسم المعروف منه عن طريق طريقة تبديل الحروف فأصبح Celan، وهي طريقة كان يعمد إليها بعض الكتاب لصنع أسماء مستعارة لهم.
ولد باول تسيلان في تشيرنوفيتس وهي أهم مدن إقليم بوكوفينا في شمال الكارباتان، في عائلة يهودية تتحدث اللغة الألمانية. وكان الابن الوحيد لليو أنتشيل تايتلر وزوجته فريتسي. وكان منزل العائلة يقع في شارع فاسيلكو في تشيرنوفيتس.
التحق باول في البداية بالمدرسة الأساسية الألمانية ثم بالمدرسة اليهودية، ثم بالمدرسة الثانوية الحكومية الرومانية لمدة خمس سنوات، حتى حصل على الشهادة الثانوية في يونيو 1938 من المدرسة الثانوية الأوكرانية. وفي نفس العام شرع في دراسة الطب في تورس، غير أنه عاد بعد عام إلى رومانيا لدراسة العلوم الرومانية هناك.
وفي عام 1940 قامت القوات السوفييتية باحتلال شمال بوكوفينا بما فيها مسقط رأسه تشيرنوفيتس. استطاع تسيلان في البداية مواصلة الدراسة، غير أنه لما احتلت القوات الرومانية والألمانية في العام 1941 , أجبر اليهود على العيش داخل جيتو. وقد تم ترحيل والديه في عام 1942. أما والده فقد مات في معسكر في ترانسنيسترين جراء مرض التيفوس، وأما والدته فقد أعدمت رميا بالرصاص.
قضى تسيلان ما بين عامي 1942 و1943 مسجونا في معسكرات العمل الرومانية، وأجبر على القيام بالأعمال الإجبارية في شق الطرق في جنوب مولدوفا. وبعد التحرير (حين استولت القوات السوفييتية على تشيرنوفيتس في أغسطس 1944) عاد تسيلان إلى تشيرنوفيتس مرة أخرى واستأنف دراسته بها. وفي عام 1947 رحل عبر المجر إلى النمسا وحط رحاله في باريس عام 1948. وصدرت في نفس السنة في فيينا مجموعة أشعاره الأولى «الرمل من الأوعية» Der Sand aus den Urnen، التي لم تجد في البداية أدنى اهتمام بها.
التقى تسيلان في أغسطس من عام 1948 إنجيبورج باخمان، وربطت بينهما علاقة حب لكنها لم تدم إلا قليلا. وقد حاول الاثنان في خريف 1950 العيش معا من جديد، بيد أن محاولتهما باءت بالفشل، «لأننا لأسباب شيطانية مجهولة لا نستطيع التنفس ونحن معا» كما كتبت باخمان في رسالة إلى هانس فايجل.
وفي باريس تعرف تسيلان في نوفمبر 1951 على الفناة جيزيل دو لسترونج، وتزوجها بعد عان واحد وتعاونا معا في بعض الأعمال.
وفي عام 1952 صدرت من دار نشر أنشتالت الألمانية مجموعته الشعرية «الخشخاش والذاكرة»، التي تضم قصيدته المشهورة Todesfuge التي تتخذ القتل الذي تعرض له يهود أوروبا على أيدي النازيين موضوعا لها. حصل باول تسيلان في عام 1955 على الجنسية الفرنسية، وولد ابنه إريك تسيلان في نفس العام بعدما فقدت لسترونج ابنا قبل عامين. (واسم Eric هو تبديل للحروف لكلمة ècris الفرنسية التي معناها ’اكتب!,).
وفي عام 1960 ازدادت حدة الاتهامات الغير مبررة من جانب كلير جول أرملة الشاعر اليهودي إيفان جول، تجاه تسيلان بأنه ينتحل ويسرق قصائد الشاعرالراحل، وكانت قد ربطت بينهما الصداقة وقام تسيلان بترجمة العديد من قصائده. وقد ظلت تلك الاتهامات بالانتحال تلاحق تسيلان حتى آخر أيام حياته (وكانت تلك الاتهامات تسمى أيضا «قضية جول»).
وقد أدخل تسيلان المشفى أكثر من مرة، وعلى سبيل المثال من 28 نوفمبر 1965 حتى 11 يونيو 1966 لأنه اعتدى وهو في حالة جنون كامل على زوجته لوسترونج وأراد قتلها بالسكين. وحدث الانفصال بينهما في نوفمبر من عام 1967, وانفصل كلاهما عن الآخر في المسكن. غير أنهما ظلا على اتصال دائم.

## موته
أحاط الغموض ظروف وتاريخ موت تسيلان. فالمرجح أنه قد حاول الانتحار في العشرين من أبريل 1970 بإلقاء نفسه من فوق جسر ميرابو إلى نهر السين. وانتشلت جثته من نهر السين في الأول من مايو 1970 قرب كوربفوا والتي تبعد 10 كيلومترات عن باريس.
وتم دفنه في الثاني عشر من مايو 1970 في مقبرة تييس في فالدومارن. وفي ذلك اليوم توفيت نيلي زاكس التي ربطتها بتسيلان صداقة من قبل.
ولتكريم تسيلان الذي اشتهر بترجمة الشعر فقد أنشأ صندوق الأدب الألماني في عام 1988 جائزة باول تسيلان لتكريم أعمال الترجمة البارزة.

## جوائز حصل عليها
- جائزة مدينة بريمن الأدبية 1958
- جائزة جيورج بوشنر 1960

## من دواوينه الشعرية
- الرمل من الأوعية 1948
- الخشخاش والذاكرة 1952
- من عتبة لأخرى 1955
- قضبان اللغة 1959
- الظهيرة 1961
- وردة الوحدة 1963

## روابط خارجية
- باول سيلان على موقع أرشيف الشارخ.
- باول سيلان على موقع IMDb (الإنجليزية)
- باول سيلان على موقع الموسوعة البريطانية (الإنجليزية)
- باول سيلان على موقع مونزينجر (الألمانية)
- باول سيلان على موقع ميوزك برينز (الإنجليزية)
- باول سيلان على موقع إن إن دي بي (الإنجليزية)